# Bongheat
Bongheat település Franciaországban, Puy-de-Dôme megyében. Lakosainak száma 452 fő (2022. január 1.). Bongheat Égliseneuve-près-Billom, Estandeuil, Glaine-Montaigut, Mauzun, Neuville és Trézioux községekkel határos.

## Népesség
A település népességének változása:
| Lakosok száma | 436  | 438  | 427  | 427  | 429  | 427  | 440  | 452  |
|               | 2013 | 2015 | 2017 | 2018 | 2019 | 2020 | 2021 | 2022 |